# فلاديسلاف تسيلوفالنيكوف
فلاديسلاف تسيلوفالنيكوف (بالروسية: Целовальников, Владислав Олегович)‏ هو لاعب كرة قدم روسي في مركز حراسة المرمى، ولد في 21 سبتمبر 1991 في أستراخان في روسيا. لعب مع FC Volgar Astrakhan ‏.

## وصلات خارجية
- فلاديسلاف تسيلوفالنيكوف على موقع قاعدة بيانات كرة القدم.إي يو (الإنجليزية)
- فلاديسلاف تسيلوفالنيكوف على موقع Soccerway.com (الإنجليزية)